# Lista de nomes de tufões retirados no Pacífico

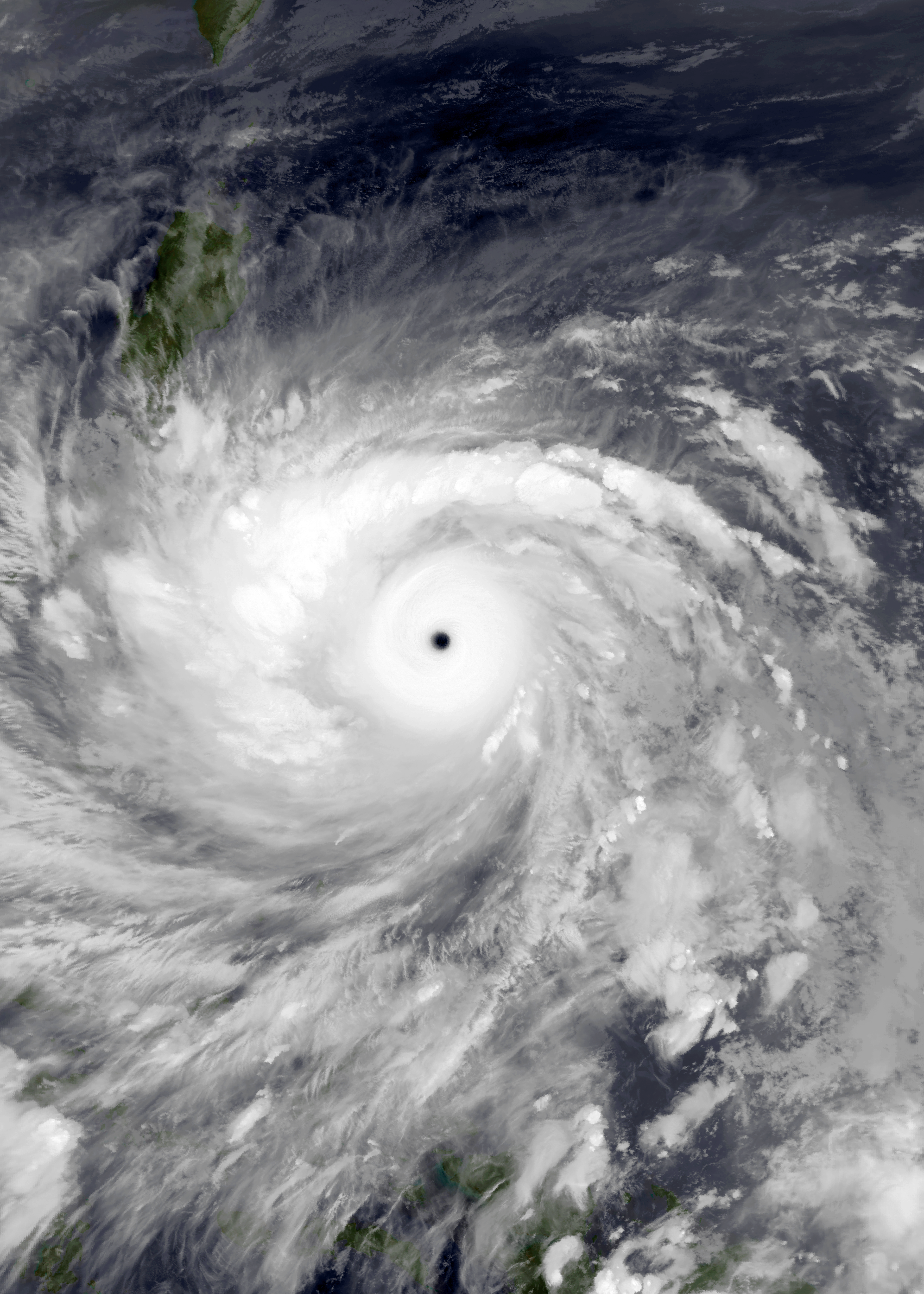
Tufão Haiyan no pico de intensidade

Esta é uma lista de todos os tufões do Pacífico que tiveram seus nomes retirados da lista internacional de nomes de ciclones tropicais usados no Oceano Pacífico Ocidental. Desde que os ciclones tropicais começaram a ser nomeados na bacia após a Segunda Guerra Mundial, um total de 65 nomes de tufões foram retirados. Esses tufões que tiveram seus nomes retirados tendem a ser tempestades excepcionalmente destrutivas. Vários nomes foram removidos ou alterados na lista de nomes por vários motivos além da aposentadoria. Coletivamente, os tufões com nomes aposentados causaram mais de $ 108 bilhões em danos (2023 USD ), bem como mais de 12.000 mortes.

## Antecedentes
A prática de usar nomes para identificar ciclones tropicais remonta a vários séculos, com sistemas nomeados após lugares, santos ou coisas que atingiram antes do início formal da nomeação no Pacífico Ocidental. Estes incluíram o Kamikaze, o tufão de Hong Kong de 1906, o tufão Shantou de 1922 e o tufão Muroto de 1934.
A prática de aposentar nomes significativos foi iniciada em 1955 pelo United States Weather Bureau na bacia do Atlântico Norte, depois que os furacões Carol, Edna e Hazel atingiram a costa leste dos Estados Unidos e causaram uma quantidade significativa de danos no ano anterior. Inicialmente, os nomes foram projetados para serem retirados por dez anos, após os quais poderiam ser reintroduzidos; no entanto, foi decidido na conferência interdepartamental de furacões de 1969 que qualquer furacão significativo no futuro teria seu nome retirado permanentemente.  Os primeiros nomes de ciclones tropicais a serem retirados no Pacífico Ocidental foram Lucille e Ophelia em 1960. Vários nomes foram removidos das listas de nomenclatura do Pacífico por vários outros motivos além de causar uma quantidade significativa de morte/destruição, que inclui ser pronunciado de maneira muito semelhante a outros nomes e motivos políticos.[6]
Em 2000, a Agência Meteorológica do Japão (JMA) começou a nomear os ciclones tropicais de uma lista de 140 nomes, apresentados por 14 países. Anteriormente, o JMA rotulou as tempestades com números, mas não com nomes. A JMA é a agência oficial de alerta do Oceano Pacífico ocidental desde 1981, embora outras organizações também tenham rastreado tufões. O Joint Typhoon Warning Center (JTWC) nomeou não oficialmente os ciclones tropicais de 1947 a 1999. Durante este período de tempo, havia várias listas de ciclones tropicais pré-determinadas, nas quais muitos nomes foram removidos e substituídos por outros. A Administração de Serviços Atmosféricos, Geofísicos e Astronômicos das Filipinas (PAGASA) nomeia os ciclones tropicais usando uma lista separada, que é ajustada periodicamente.

Entre 1947 e 2000, onze nomes de ciclones tropicais significativos foram retirados da lista de nomes usados pelo Joint Typhoon Warning Center dos Estados Unidos. Durante esse tempo, outros nomes foram removidos das listas de nomes, inclusive em 1979, quando as listas de nomes usadas foram revisadas para incluir nomes masculinos e femininos. A tempestade tropical Lucille foi o primeiro nome a ser aposentado por seus impactos, enquanto Ophelia foi aposentado por causa de seus longos 5,000 mi (8,000 km) trilha.
Na 33ª sessão do comitê de tufões realizada em novembro de 2000, o comitê foi informado de que o Departamento Meteorológico da Índia se opôs ao uso do nome Hanuman como nome devido a possíveis sentimentos religiosos. A Tailândia também solicitou que a grafia de vários nomes fosse corrigida e indicou o desejo de mudar os nomes Prapiroon, Durian e Khanun. Os representantes dos Estados Unidos da América também solicitaram que o nome Kodo fosse alterado, pois teria um significado indesejável se pronunciado incorretamente. A sessão posteriormente aceitou as mudanças ortográficas, bem como os pedidos da Tailândia e dos Estados Unidos e estabeleceu que ambos os países enviariam uma lista de quatro nomes em ordem de prioridade ao seu Secretariado dentro de uma semana após o término da sessão. O Secretariado do Comitê do Tufão então circularia a lista para todos os membros para comentários, com o nome de prioridade mais alta aceitável para todos os membros usados. O secretariado posteriormente relatou à sessão do ano seguinte que os nomes Morakot e Aere haviam substituído Hanuman e Kodo.

## Nomes
| nome        | Nome de substituição | Data ativo                        | Classificação maior        | Velocidades de vento sustentado (10-min) | pressão              | Áreas afetadas                                                                        | prejuízos (USD)  | mortos      | Refs                                      |
| ----------- | -------------------- | --------------------------------- | -------------------------- | ---------------------------------------- | -------------------- | ------------------------------------------------------------------------------------- | ---------------- | ----------- | ----------------------------------------- |
| Lucille     | Não substuído        | 25 maio – 4 junho 1960            | Tempestade tropical        | Não definido                             | 985 hPa (29.1 inHg)  | Filipinas                                                                             | $2 000 000       | 300–500     | [ 11 ] [ 12 ] [ 13 ] [ 14 ]               |
| Ophelia     | Não substuído        | 21 dezembro – 6 dezembro 1960     | Tufão                      | Não definido                             | 925 hPa (27.3 inHg)  | Ilhas Carolinas                                                                       | Desconhecido     | 2           | [ 15 ] [ 12 ]                             |
| Karen       | Kim                  | 7 – 17 novembro 1962              | Tufão                      | Não definido                             | 900 hPa (27 inHg)    | Guam                                                                                  | $250 000 000     | 11          | [ 16 ]                                    |
| Bess        | Bonnie               | 8 – 14 outubro 1974               | Tufão                      | Não definido                             | 975 hPa (28.8 inHg)  | Filipinas, China, Vietname                                                            | $9 200 000       | 32          | [ 15 ] [ 17 ] [ 18 ]                      |
| Bess        | Brenda               | 21 julho – 3 agosto 1982          | Tufão                      | 230 km/h (145 mph)                       | 900 hPa (27 inHg)    | Japão                                                                                 | $2 320 000 000   | 95          | [ 19 ]                                    |
| Ike         | Ian                  | 26 agosto – 6 setembro 1984       | Tufão                      | 165 km/h (105 mph)                       | 950 hPa (28 inHg)    | Guam, Filipinas, China                                                                | $1 000 000 000   | 1 142       |                                           |
| Roy         | Ryan                 | 7 – 19 janeiro 1988               | Tufão                      | 155 km/h (100 mph)                       | 940 hPa (28 inHg)    | Micronésia, Filipinas                                                                 | $28 500 000      | 2           |                                           |
| Mike        | Manny                | 5 – 18 novembro 1990              | Tufão                      | 185 km/h (115 mph)                       | 915 hPa (27.0 inHg)  | Micronésia, Filipinas, China                                                          | $388 500 000     | 748         |                                           |
| Mireille    | Melissa              | 13 – 27 setembro 1991             | Tufão                      | 185 km/h (115 mph)                       | 925 hPa (27.3 inHg)  | Ilhas Marianas, Japão, Coreia do Sul                                                  | $10 000 000 000  | 66          |                                           |
| Thelma      | Teresa               | 1 – 8 novembro 1991               | Tempestade tropical        | 75 km/h (45 mph)                         | 992 hPa (29.3 inHg)  | Filipinas, Vietname                                                                   | $27 670 000      | 5,081–8,145 | [ 20 ] [ 21 ] [ 22 ] [ 23 ]               |
| Omar        | Oscar                | 20 agosto – 6 setembro 1992       | Tufão                      | 185 km/h (115 mph)                       | 920 hPa (27 inHg)    | Ilhas Marianas, Guam, Taiwan, China                                                   | $561 200 000     | 15          |                                           |
| Vamei       | Peipah               | 26 dezembro 2001 – 1 janeiro 2002 | Tempestade tropical        | 85 km/h (50 mph)                         | 1006 hPa (29.7 inHg) | Singapore, Malásia, Indonesia                                                         | $3 600 000       | 5           | [ nb 1 ] [ 24 ]                           |
| Chataan     | Matmo                | 27 junho – 13 julho 2002          | Tufão                      | 175 km/h (110 mph)                       | 930 hPa (27 inHg)    | Chuuk, Guam, Japão                                                                    | $660 000 000     | 54          | [ 25 ] [ 26 ] [ 27 ]                      |
| Rusa        | Nuri                 | 22 agosto – 4 setembro 2002       | Tufão                      | 150 km/h (90 mph)                        | 950 hPa (28 inHg)    | Japão, Coreian Peninsula                                                              | $4 200 000 000   | 238         | [ 28 ]                                    |
| Pongsona    | Noul                 | 2 – 12 dezembro 2002              | Tufão                      | 165 km/h (105 mph)                       | 940 hPa (28 inHg)    | Ilhas Marianas                                                                        | $730 000 000     | 1           | [ 29 ] [ 30 ]                             |
| Yanyan      | Dolphin              | 11 – 21 janeiro 2003              | Tempestade tropical        | 65 km/h (40 mph)                         | 1000 hPa (30 inHg)   | Ilhas Marianas                                                                        | Nenhum           | Nenhum      |                                           |
| Imbudo      | Molave               | 15 – 25 julho 2003                | Tufão                      | 165 km/h (105 mph)                       | 935 hPa (27.6 inHg)  | Filipinas, China                                                                      | $339 600 000     | 64          | [ 31 ] [ 32 ] [ 33 ]                      |
| Maemi       | Mujigae              | 4 – 16 setembro 2003              | Tufão                      | 195 km/h (120 mph)                       | 910 hPa (27 inHg)    | Península da Coreia                                                                   | $4 800 000 000   | 117         | [ 28 ]                                    |
| Sudal       | Mirinae              | 2 – 18 abril 2004                 | Tufão                      | 165 km/h (105 mph)                       | 940 hPa (28 inHg)    | Yap, Guam                                                                             | $14 000 000      | Nenhum      | [ 34 ]                                    |
| Tingting    | Lionrock             | 24 junho – 4 julho 2004           | Tufão                      | 150 km/h (90 mph)                        | 955 hPa (28.2 inHg)  | Ilhas Marianas, Japão                                                                 | $23 700 000      | 12          |                                           |
| Rananim     | Fanapi               | 6 – 15 agosto 2004                | Tufão                      | 150 km/h (90 mph)                        | 950 hPa (28 inHg)    | China, Japão                                                                          | $2 440 000 000   | 169         | [ 35 ] [ 36 ]                             |
| Matsa       | Pakhar               | 30 julho – 9 agosto 2005          | Tufão                      | 150 km/h (90 mph)                        | 950 hPa (28 inHg)    | China, Taiwan                                                                         | $2 230 000 000   | 29          | [ 37 ] [ 38 ]                             |
| Nabi        | Doksuri              | 29 agosto – 9 setembro 2005       | Tufão                      | 175 km/h (110 mph)                       | 925 hPa (27.3 inHg)  | Ilhas Marianas, Japão, Coreia do Sul                                                  | $535 000 000     | 32          |                                           |
| Longwang    | Haikui               | 25 setembro – 3 outubro 2005      | Tufão                      | 175 km/h (110 mph)                       | 930 hPa (27 inHg)    | Taiwan, China                                                                         | $970 500 000     | 149         | [ 39 ] [ 40 ] [ 41 ] [ 42 ] [ 43 ] [ 44 ] |
| Chanchu     | Sanba                | 8 – 19 maio 2006                  | Tufão                      | 175 km/h (110 mph)                       | 930 hPa (27 inHg)    | Filipinas, Taiwan, China, Vietname                                                    | $478 000 000     | 268         | [ 45 ] [ 46 ]                             |
| Bilis       | Maliksi              | 8 – 16 julho 2006                 | Tempestade tropical severa | 110 km/h (70 mph)                        | 970 hPa (29 inHg)    | Filipinas, Taiwan, China                                                              | $4 400 000 000   | 859         | [ 47 ] [ 48 ] [ 49 ]                      |
| Saomai      | Son-Tinh             | 4 – 11 agosto 2006                | Tufão                      | 195 km/h (120 mph)                       | 925 hPa (27.3 inHg)  | Ilhas Marianas, Taiwan, China                                                         | $2 500 000 000   | 458         | [ 49 ] [ 50 ]                             |
| Xangsane    | Leepi                | 25 setembro – 2 outubro 2006      | Tufão                      | 155 km/h (100 mph)                       | 925 hPa (27.3 inHg)  | Filipinas, Vietname, Tailândia                                                        | $750 000 000     | 312         | [ 51 ] [ 52 ] [ 53 ] [ 54 ]               |
| Durian      | Mangkhut             | 25 novembro – 7 dezembro 2006     | Tufão                      | 195 km/h (120 mph)                       | 915 hPa (27.0 inHg)  | Filipinas, Vietname, Tailândia                                                        | >$400 000 000    | >1 500      | [ 55 ] [ 56 ] [ 57 ] [ 58 ]               |
| Morakot     | Atsani               | 2 – 12 agosto 2009                | Tufão                      | 140 km/h (85 mph)                        | 945 hPa (27.9 inHg)  | Taiwan, China, Coreian Peninsula                                                      | $6 200 000 000   | 789         |                                           |
| Ketsana     | Champi               | 23 setembro – 30, 2009            | Tufão                      | 130 km/h (80 mph)                        | 960 hPa (28 inHg)    | Filipinas, Vietname, Laos Cambodia, Tailândia                                         | $1 090 000 000   | 710         | [ 59 ]                                    |
| Parma       | In-fa                | 27 setembro – 14 outubro 2009     | Tufão                      | 185 km/h (115 mph)                       | 930 hPa (27 inHg)    | Filipinas, China, Vietname                                                            | $617 000 000     | 500         |                                           |
| Fanapi      | Rai                  | 14 – 21 setembro 2010             | Tufão                      | 175 km/h (110 mph)                       | 930 hPa (27 inHg)    | Taiwan, China                                                                         | $1 004 710 000   | 105         | [ 60 ] [ 61 ]                             |
| Washi       | Hato                 | 13 – 19 dezembro 2011             | Tempestade tropical severa | 95 km/h (60 mph)                         | 992 hPa (29.3 inHg)  | Micronésia, Palau, Filipinas                                                          | $2 068 365 789 ₱ | 1 268       | [ 62 ] [ 63 ]                             |
| Vicente     | Lan                  | 18 – 25 julho 2012                | Tufão                      | 150 km/h (90 mph)                        | 950 hPa (28 inHg)    | Filipinas, China Vietnam, Laos, Myanmar                                               | $324 238 000     | 13          | [ 64 ]                                    |
| Bopha       | Ampil                | 25 novembro – 9 dezembro 2012     | Tufão                      | 185 km/h (115 mph)                       | 930 hPa (27 inHg)    | Micronesia, Filipinas                                                                 | $1 040 000 000   | 1 901       | [ 65 ]                                    |
| Sonamu      | Jongdari             | 1 – 10 janeiro 2013               | Tempestade tropical severa | 95 km/h (60 mph)                         | 990 hPa (29 inHg)    | Filipinas, Vietname, Malásia                                                          | Minimal          | 2           | [ 66 ] [ 67 ]                             |
| Utor        | Barijat              | 8 – 18 agosto 2013                | Tufão                      | 195 km/h (120 mph)                       | 925 hPa (27.3 inHg)  | Filipinas, China                                                                      | $3 562 430 000   | 97          | [ 68 ] [ 69 ] [ 70 ]                      |
| Fitow       | Mun                  | 29 setembro – 7 outubro 2013      | Tufão                      | 140 km/h (85 mph)                        | 960 hPa (28 inHg)    | China, Taiwan, Japão                                                                  | $10 400 000 000  | 12          | [ 68 ]                                    |
| Haiyan      | Bailu                | 3 – 11 novembro 2013              | Tufão                      | 230 km/h (145 mph)                       | 895 hPa (26.4 inHg)  | Palau, Filipinas, Vietname, China                                                     | $4 550 000 000   | 8 052       | [ 68 ] [ 71 ]                             |
| Rammasun    | Bualoi               | 9 – 20 julho 2014                 | Tufão                      | 165 km/h (105 mph)                       | 935 hPa (27.6 inHg)  | Filipinas, China, Vietname                                                            | $8 077 000 000   | 222         | [ 72 ] [ 73 ] [ 74 ]                      |
| Soudelor    | Saudel               | 29 julho – 11 agosto 2015         | Tufão                      | 215 km/h (130 mph)                       | 900 hPa (27 inHg)    | Ilhas Marianas, Japão, Taiwan, China                                                  | $3 839 460 000   | 40          | [ 75 ]                                    |
| Mujigae     | Surigae              | 30 setembro – 5 outubro 2015      | Tufão                      | 155 km/h (100 mph)                       | 950 hPa (28 inHg)    | Filipinas, China                                                                      | $4 251 300 000   | 29          | [ 75 ]                                    |
| Koppu       | Koguma               | 12 – 21 outubro 2015              | Tufão                      | 185 km/h (115 mph)                       | 925 hPa (27.3 inHg)  | Filipinas                                                                             | $308 700 000     | 62          | [ 75 ]                                    |
| Melor       | Cempaka              | 9 – 17 dezembro 2015              | Tufão                      | 175 km/h (110 mph)                       | 935 hPa (27.6 inHg)  | Filipinas                                                                             | $148 880 000     | 51          | [ 75 ]                                    |
| Meranti     | Nyatoh               | 9 – 16 setembro 2016              | Tufão                      | 220 km/h (140 mph)                       | 890 hPa (26 inHg)    | Filipinas, Taiwan, China                                                              | $4 802 130 000   | 47          |                                           |
| Sarika      | Trases               | 13 – 19 outubro 2016              | Tufão                      | 175 km/h (110 mph)                       | 935 hPa (27.6 inHg)  | Filipinas, China, Vietname                                                            | $876 400 000     | 37          |                                           |
| Haima       | Mulan                | 14 – 22 outubro 2016              | Tufão                      | 215 km/h (130 mph)                       | 900 hPa (27 inHg)    | Filipinas, Taiwan, China                                                              | $976 170 000     | 19          |                                           |
| Nock-ten    | Hinnamnor            | 20 – 28 dezembro 2016             | Tufão                      | 195 km/h (120 mph)                       | 915 hPa (27.0 inHg)  | Filipinas                                                                             | $127 500 000     | 13          |                                           |
| Hato        | Yamaneko             | 19 – 24 agosto 2017               | Tufão                      | 140 km/h (85 mph)                        | 965 hPa (28.5 inHg)  | Filipinas, Taiwan, China, Vietname                                                    | $6 821 430 000   | 24          | [ 76 ]                                    |
| Kai-tak     | Yun-yeung            | 13 – 23 dezembro 2017             | Tempestade tropical        | 75 km/h (45 mph)                         | 994 hPa (29.4 inHg)  | Filipinas, Malásia                                                                    | $75 000 000      | 83          | [ 77 ]                                    |
| Tembin      | Koinu                | 20 – 26 dezembro 2017             | Tufão                      | 130 km/h (80 mph)                        | 970 hPa (29 inHg)    | Filipinas, Malásia, Vietname                                                          | $42 400 000      | 266         | [ 78 ]                                    |
| Rumbia      | Pulasan              | 15 – 18 agosto 2018               | Tempestade tropical        | 85 km/h (50 mph)                         | 985 hPa (29.1 inHg)  | Japão, China                                                                          | $5 360 000 000   | 53          | [ 79 ]                                    |
| Mangkhut    | Krathon              | 7 – 17 setembro 2018              | Tufão                      | 205 km/h (125 mph)                       | 905 hPa (26.7 inHg)  | Guam, Filipinas, Taiwan, China                                                        | $3 740 000 000   | 134         | [ 80 ]                                    |
| Yutu        | Yinxing              | 21 outubro – 2 novembro 2018      | Tufão                      | 215 km/h (130 mph)                       | 900 hPa (27 inHg)    | Ilhas Carolinas, Ilhas Marianas, Filipinas, China meridional, Taiwan                  | $854 100 000     | 30          | [ 81 ] [ 82 ] [ 83 ]                      |
| Lekima      | Co-maio              | 2 – 13 agosto 2019                | Tufão                      | 195 km/h (120 mph)                       | 925 hPa (27.3 inHg)  | Ilhas Carolinas, Filipinas, Ilhas Ryukyu, Taiwan, Coreia do Sul, China                | $9 280 000 000   | 90          |                                           |
| Faxai       | Nongfa               | 2 – 9 setembro 2019               | Tufão                      | 155 km/h (100 mph)                       | 955 hPa (28.2 inHg)  | Japão                                                                                 | $8 120 000 000   | 3           |                                           |
| Hagibis     | Ragasa               | 4 – 13 outubro 2019               | Tufão                      | 195 km/h (120 mph)                       | 915 hPa (27.0 inHg)  | Ilhas Marianas, Japão, Coreia do Sul, Extremo Oriente Russo, Aleutian Islands, Alasca | >$15 000 000 000 | 98          |                                           |
| Kammuri     | Koto                 | 24 novembro – 6 dezembro 2019     | Tufão                      | 165 km/h (105 mph)                       | 950 hPa (28 inHg)    | Ilhas Carolinas, Ilhas Marianas, Filipinas                                            | $116 000 000     | 12          |                                           |
| Phanfone    | Nokaen               | 19 – 29 dezembro 2019             | Tufão                      | 165 km/h (105 mph)                       | 970 hPa (29 inHg)    | Ilhas Carolinas, Filipinas                                                            | $67 200 000      | 50          |                                           |
| Vongfong    | Penha                | 8 – 18 maio 2020                  | Tufão                      | 155 km/h (100 mph)                       | 960 hPa (28 inHg)    | Palau, Filipinas, Taiwan                                                              | $50 million      | 5           |                                           |
| Linfa       | Peilou               | 6 – 12 outubro 2020               | Tempestade tropical        | 75 km/h (45 mph)                         | 994 hPa (29.4 inHg)  | Filipinas, Indochina                                                                  | $217 million     | 138         |                                           |
| Molave      | Narra                | 22 – 29 outubro 2020              | Tufão                      | 165 km/h (105 mph)                       | 940 hPa (28 inHg)    | Filipinas, Spratly Islands, Malásia, Indochina                                        | $660 million     | 71          |                                           |
| Goni        | Gaenari              | 26 outubro – 6 novembro 2020      | Tufão                      | 220 km/h (140 mph)                       | 905 hPa (26.7 inHg)  | Filipinas, Indochina                                                                  | $415 million     | 32          |                                           |
| Vamco       | Bang-Lang            | 8 – 15 dezembro 2020              | Tufão                      | 155 km/h (100 mph)                       | 955 hPa (28.2 inHg)  | Filipinas, Indochina                                                                  | $440 million     | 102         |                                           |
| References: |                      |                                   |                            |                                          |                      |                                                                                       |                  |             |                                           |